# ألما (نيو برونزويك)
ألما (بالإنجليزية: Alma, New Brunswick) هي بلدة تقع في كندا في Alma Parish. يقدر عدد سكانها بـ 232 نسمة ومساحتها 47.64 كم2 .

## المناخ
يظهر الجدول التالي التغييرات المناخية على مدار السنة لألما:
| البيانات المناخية لـألما           | البيانات المناخية لـألما | البيانات المناخية لـألما | البيانات المناخية لـألما | البيانات المناخية لـألما | البيانات المناخية لـألما | البيانات المناخية لـألما | البيانات المناخية لـألما | البيانات المناخية لـألما | البيانات المناخية لـألما | البيانات المناخية لـألما | البيانات المناخية لـألما | البيانات المناخية لـألما | البيانات المناخية لـألما |
| الشهر                              | يناير                    | فبراير                   | مارس                     | أبريل                    | مايو                     | يونيو                    | يوليو                    | أغسطس                    | سبتمبر                   | أكتوبر                   | نوفمبر                   | ديسمبر                   | المعدل السنوي            |
| ---------------------------------- | ------------------------ | ------------------------ | ------------------------ | ------------------------ | ------------------------ | ------------------------ | ------------------------ | ------------------------ | ------------------------ | ------------------------ | ------------------------ | ------------------------ | ------------------------ |
| الدرجة القصوى °م (°ف)              | 13.9 (57.0)              | 13.0 (55.4)              | 18.0 (64.4)              | 23.3 (73.9)              | 29.0 (84.2)              | 30.0 (86.0)              | 30.0 (86.0)              | 35.5 (95.9)              | 29.0 (84.2)              | 26.7 (80.1)              | 20.0 (68.0)              | 16.1 (61.0)              | 35.5 (95.9)              |
| متوسط درجة الحرارة الكبرى °م (°ف)  | −2.5 (27.5)              | −1 (30)                  | 2.7 (36.9)               | 8.4 (47.1)               | 14.4 (57.9)              | 18.9 (66.0)              | 22.1 (71.8)              | 22.0 (71.6)              | 18.4 (65.1)              | 12.6 (54.7)              | 6.9 (44.4)               | 1.1 (34.0)               | 10.3 (50.5)              |
| المتوسط اليومي °م (°ف)             | −7.4 (18.7)              | −6.1 (21.0)              | −1.7 (28.9)              | 4.1 (39.4)               | 9.5 (49.1)               | 13.8 (56.8)              | 17.1 (62.8)              | 17.2 (63.0)              | 13.7 (56.7)              | 8.2 (46.8)               | 3.0 (37.4)               | −3.3 (26.1)              | 5.7 (42.3)               |
| متوسط درجة الحرارة الصغرى °م (°ف)  | −12.3 (9.9)              | −11.1 (12.0)             | −6.2 (20.8)              | −0.3 (31.5)              | 4.5 (40.1)               | 8.7 (47.7)               | 12.0 (53.6)              | 12.3 (54.1)              | 9.0 (48.2)               | 3.8 (38.8)               | −0.9 (30.4)              | −7.7 (18.1)              | 1.0 (33.8)               |
| أدنى درجة حرارة °م (°ف)            | −31 (−24)                | −30.6 (−23.1)            | −25.6 (−14.1)            | −14.5 (5.9)              | −5.6 (21.9)              | −0.6 (30.9)              | 3.0 (37.4)               | 2.2 (36.0)               | −1.1 (30.0)              | −9 (16)                  | −16.5 (2.3)              | −28.5 (−19.3)            | −31 (−24)                |
| الهطول مم (إنش)                    | 144.9 (5.70)             | 107.8 (4.24)             | 145.8 (5.74)             | 120.7 (4.75)             | 126.5 (4.98)             | 110.0 (4.33)             | 99.4 (3.91)              | 93.9 (3.70)              | 122.7 (4.83)             | 132.9 (5.23)             | 158.9 (6.26)             | 146.6 (5.77)             | 1٬510٫1 (59.45)          |
| معدل هطول الأمطار مم (إنش)         | 67.0 (2.64)              | 47.1 (1.85)              | 89.6 (3.53)              | 101.4 (3.99)             | 124.8 (4.91)             | 110.0 (4.33)             | 99.4 (3.91)              | 93.9 (3.70)              | 122.7 (4.83)             | 132.9 (5.23)             | 147.4 (5.80)             | 90.4 (3.56)              | 1٬226٫6 (48.29)          |
| متوسط تساقط الثلوج سم (إنش)        | 79.2 (31.2)              | 55.1 (21.7)              | 54.0 (21.3)              | 18.2 (7.2)               | 1.7 (0.7)                | 0.0 (0.0)                | 0.0 (0.0)                | 0.0 (0.0)                | 0.0 (0.0)                | 0.0 (0.0)                | 11.7 (4.6)               | 55.3 (21.8)              | 275.1 (108.3)            |
| متوسط أيام هطول الأمطار (≥ 0.2 mm) | 15.0                     | 12.4                     | 14.7                     | 15.0                     | 16.0                     | 14.6                     | 13.9                     | 12.4                     | 12.9                     | 14.2                     | 15.2                     | 15.2                     | 171.5                    |
| متوسط الأيام الممطرة (≥ 0.2 mm)    | 5.0                      | 4.5                      | 7.7                      | 12.8                     | 15.9                     | 14.6                     | 13.9                     | 12.4                     | 12.9                     | 14.2                     | 13.6                     | 8.0                      | 135.5                    |
| متوسط الأيام المثلجة (≥ 0.2 cm)    | 11.2                     | 9.4                      | 8.7                      | 3.5                      | 0.12                     | 0.0                      | 0.0                      | 0.0                      | 0.0                      | 0.0                      | 2.2                      | 8.3                      | 43.4                     |
| ساعات سطوع الشمس الشهرية           | 110.5                    | 118.2                    | 148.3                    | 158.3                    | 193.6                    | 196.5                    | 225.7                    | 206.6                    | 159.5                    | 145.0                    | 91.0                     | 90.3                     | 1٬843٫4                  |
| نسبة وصول أشعة الشمس               | 39.0                     | 40.4                     | 40.2                     | 39.1                     | 41.9                     | 41.9                     | 47.6                     | 47.2                     | 42.3                     | 42.6                     | 31.8                     | 33.2                     | 40.6                     |
| المصدر: Environment Canada         |                          |                          |                          |                          |                          |                          |                          |                          |                          |                          |                          |                          |                          |

## معرض صور

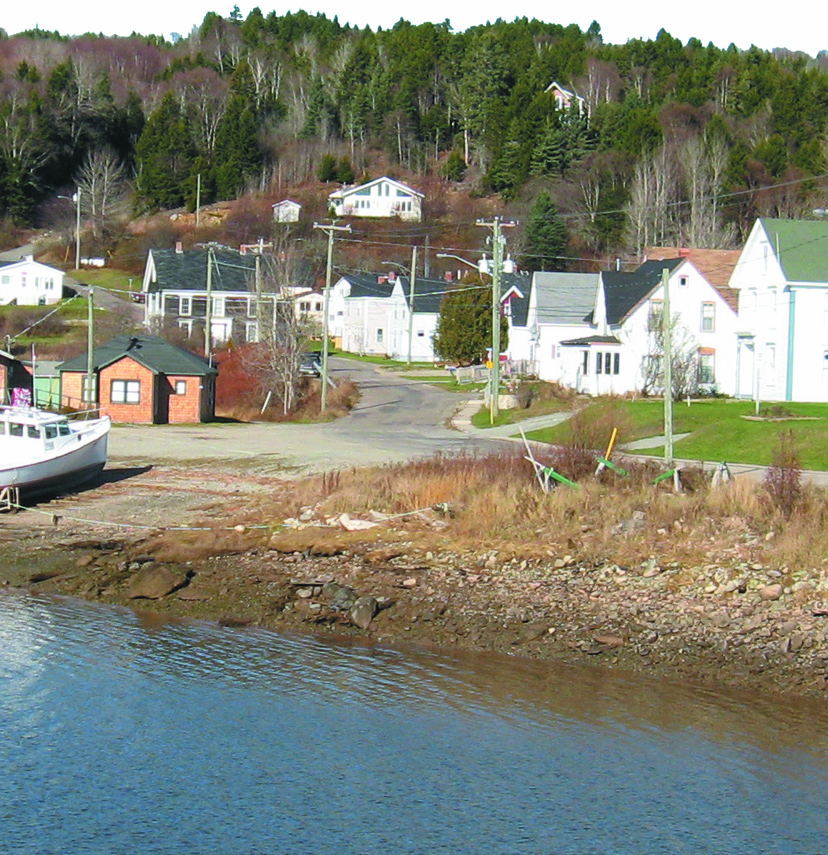
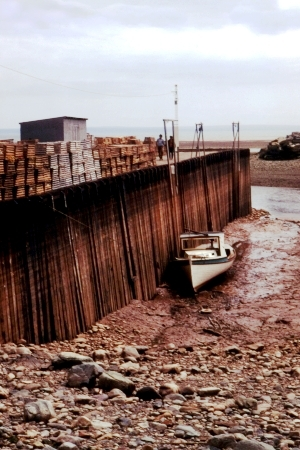
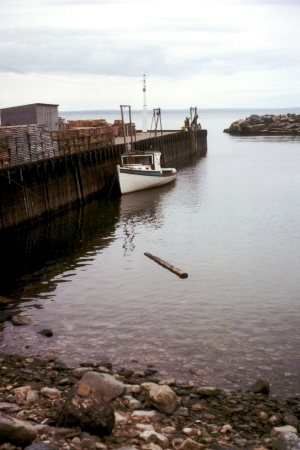

## أعلام
- إرنست ألبرت كليفلاند
- مولي كوول